# Pěťour srstnatý

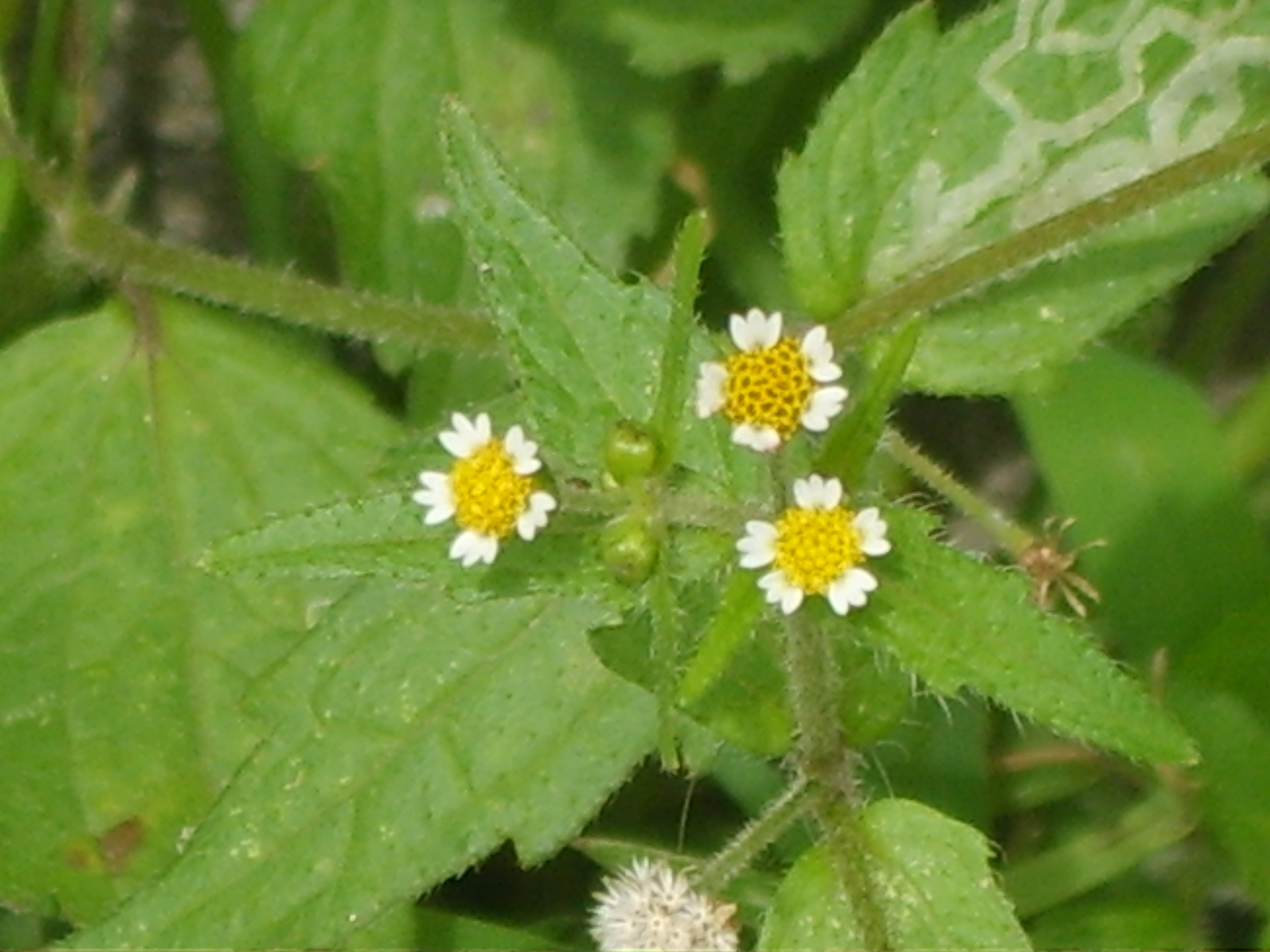
Úbory z blízka

Pěťour srstnatý (Galinsoga quadriradiata) je jednoletá bylina z čeledi hvězdnicovité. Je známa také pod názvem pěťour brvitý.

## Synonyma
Nejčastěji udávaná synonyma podle:
- Galinsoga parviflora var. quadriradiata (Ruiz et Pavón) Poiret in Lam.
- Wiborgia urticaefolia Kunth in H., B., et K.
- Galinsoga parviflora var. hispida DC:
- Adventina ciliata Rafin.
- Galinsoga urticaefolia (Kunth in H., B., et K.) Bentham in Örsted
- Galinsoga caracasana (DC.) Schultz
- Galinsoga quadriradiata var. hispida (DC.) Thell.
- Galinsoga ciliata (Rafin.) S. F. Blake

## Popis
Je 20 až 60 cm vysoká rostlina s chlupatou větvenou lodyhou. Vstřícné lodyžní řapíkaté listy, také více nebo méně chlupaté, jsou vejčité, celistvé a jemně zubaté. Drobné úbory mající v průměru 3–5 mm jsou sestaveny do vidlanů. Květy mají půlkulovitý zákrov, ve středním žlutém terči jsou oboupohlavné trubkovité, pravidelně tvořené. Na okraji jsou samičí, jazykovité s malou bílou korunkou, většinou máločetné. Kvete od května do prvních mrazů.
Plodem jsou chlupaté, klínovité, čtyřboké černé nažky asi 1,5 mm dlouhé a 0,5 mm široké, je u nich vyvinuta různoplodost. Nažky pocházející z květů trubkovitých jsou štíhlejší, jejichž chmýr je složen z dvanácti vzpřímených, dlouze zašpičatělých šupin. Nažky z květu obvodových jsou na vrcholu krátce zašpičatělé a často zpět ohnuté, jejich tvar je v obrysu trojúhelníkový, chmýr je složen asi z osmi šupin. Chmýr bývá šedý nebo světle hnědý. V jednom květním úboru je obsaženo asi pět nažek obvodových a patnáct nažek středových. Jedna rostlina může za rok vyprodukovat až 300 000 nažek, ihned po uzrání se úbory rozpadají a nažky vysemeňují.

## Přírodní prostředí
Roste na polích v okopaninách, na zahradních záhonech a kompostech. Preferuje hlinité až slínité, vlhké, živinami bohaté půdy. Potřebuje mnoho vláhy a proto s oblibou roste na zavlažovaných pozemcích, na náplavách, zaplavovaných spraších apod. V suchých létech nebo v suchých oblastech se vyskytuje méně. Největšího rozvoje dosahuje v druhé polovině léta, za příznivých podmínek má několik generací za sezonu. Delším suchem je vegetativní růst utlumen, ale hodně kvete a vysemeňuje se, listy sice usychají, ale po dalším dešti nebo závlaze rostliny opět porostou. I slabé podzimní mrazíky však pěťour srstnatý zahubí. Řadíme ho mezi ruderální plevel.

## Rozmnožování
Přestože se hlavně rozmnožuje semeny, spolehlivě zakoření i jeho hlínou přihrnutá utržená lodyha. Výkyvy v teplotě i v množství vody zvyšují klíčivost. Semena jsou schopná vyklíčit za dva i více roků, klíči nejlépe na světle. To znamená, že po každém zkypření půdy se dostanou na povrch nová semena, která jsou připravena nechat vyrůst dalším rostlinám. Jeho životní vitalita je ohromující, již za dva týdny po vyklíčení může za příznivých okolností rostlina vykvést, přestože má jen několik listů. Nažky mohou dozrát ještě několik dnů po vytržení byliny. Za 8 měsíců po dozrání jsou všechny nažky schopny vyklíčit, potřebují k tomu však značné teplo, nejlépe 20–30 °C.

## Rozšíření
Rostlina pochází z tropické a subtropické Ameriky a postupně se rozšířila na jih do Chile a Peru a přes Střední Ameriku až do jižních a středních částí Severní Ameriky. Následně diverzifikovala celosvětově, do Evropy začátkem 20. století. V našich oblastech se objevila až v 50. létech minulého století, ale rychle se šíří a vytlačuje z mnoha míst ostatní druhy pěťourů.
Vyskytuje se současně s pěťourem maloúborným v několika morfologických formách.

## Využití
Je to úporný plevel, jeho rysem je rychlé zaplevelování zemědělské nebo zahradnické půdy. Bohatým kořenovým systémem, i když mělkým, odebírá kulturním rostlinám mnoho živin a vláhy. Svým rychlým růstem užitkové rostliny také zastiňuje. Je hostitelem některých zemědělsky významných virů. Má však vysoký obsah bílkovin a málo hrubých vláken, proto může sloužit jako vydatná šťavnatá píce pro užitková zvířata až do prvých mrazů, které ho zničí.